# معبد بودایی کویاسان
معبد بودایی کویاسان (انگلیسی: Koyasan Buddhist Temple) یک معبد بودایی ژاپنی در لیتل توکیو در داون‌تاون لس آنجلس، کالیفرنیا، ایالات متحده آمریکا است. این معبد در سال ۱۹۱۲ تأسیس شد و یکی از قدیمی‌ترین معابد بودایی موجود شعبه ای از شینگون کوه کویا ،بودیسم است و مقر منطقه ای معبد در آمریکای شمالی است.